# حسگر تصویر تماسی

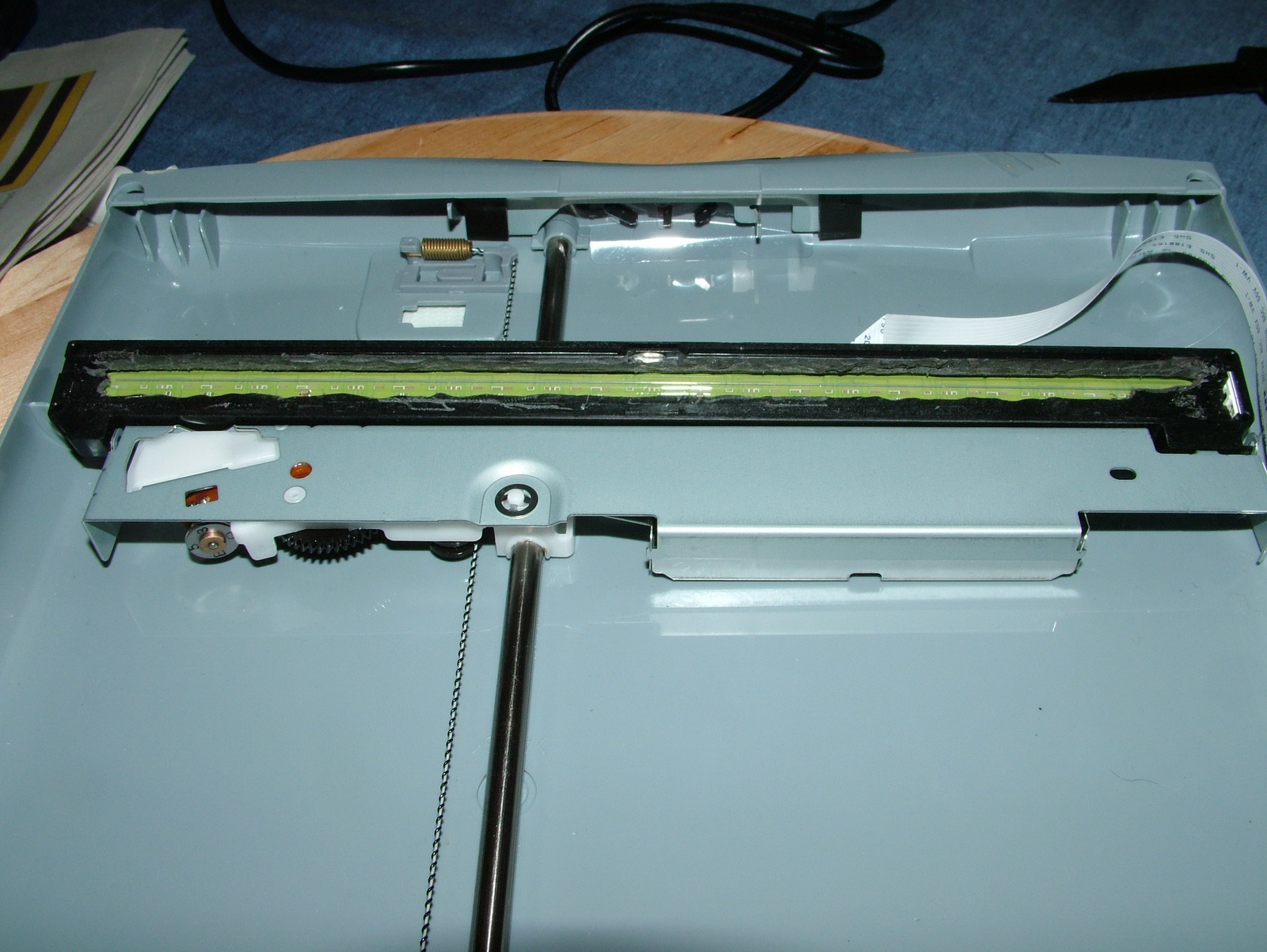
CIS یک پویشگر خوابیده

حسگرهای تصویر تماسی (CIS) حسگرهای تصویری هستند که در اسکنرهای تخت تقریباً در تماس مستقیم با جسم مورد اسکن استفاده می‌شوند. افزاره بارجفت‌شده (CCD)، نوع دیگری از حسگرها که اغلب در اسکنرها استفاده می‌شوند، از آینه‌ها برای تابش نور به یک حسگر ثابت استفاده می‌کنند. اسکنرهایی که از CIS استفاده می‌کنند بسیار کوچکتر از اسکنرهایی هستند که از CCD استفاده می‌کنند، معمولاً یک دهم توان مصرف می‌کنند و به ویژه برای کاربردهای کم مصرف و قابل حمل که اغلب از طریق USB تغذیه می‌شوند، مناسب هستند.

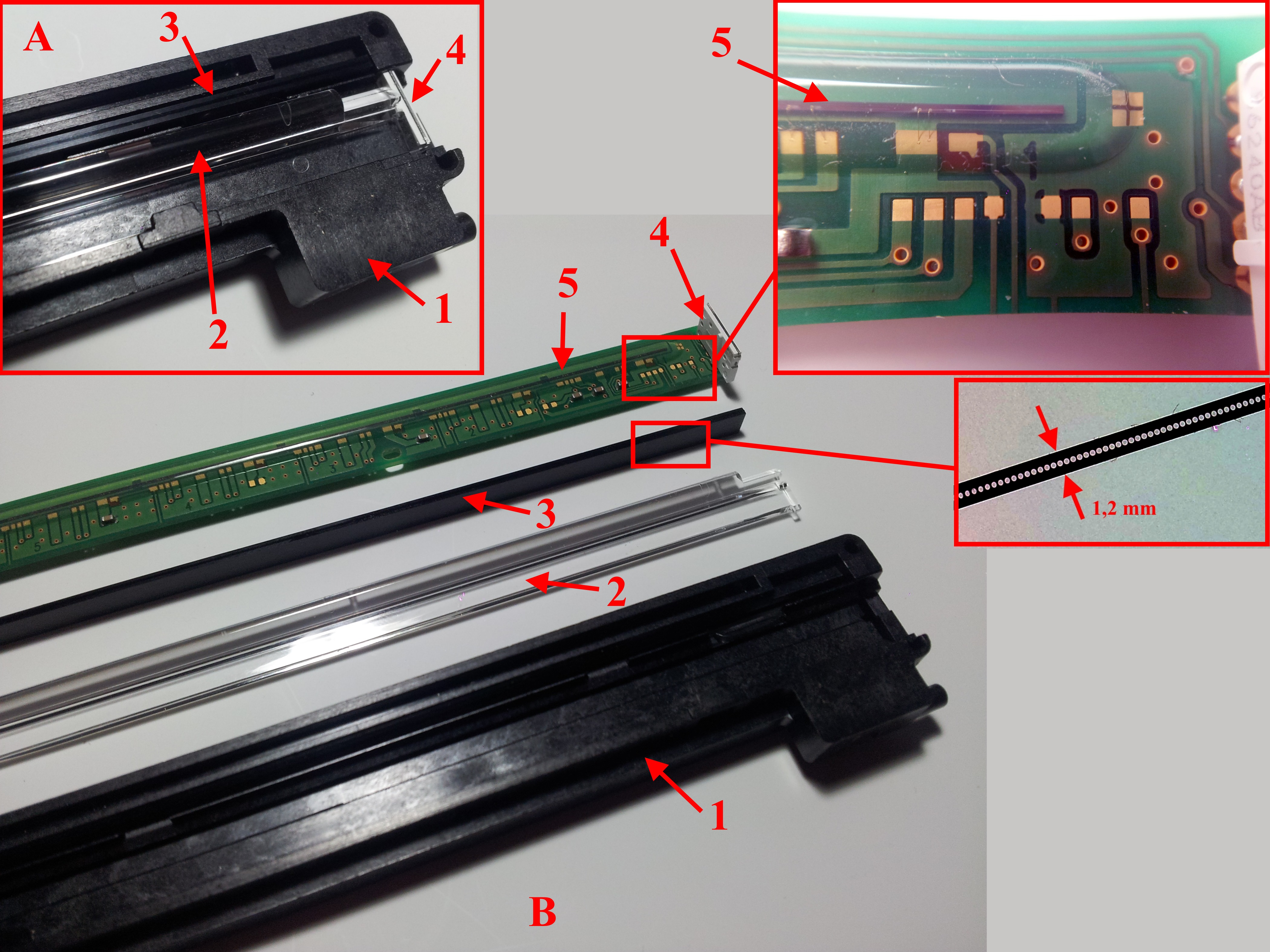
واحد اسکنر با CIS. الف: مونتاژشده، ب: جداشده. ۱: محفظه، ۲: رسانای نور، ۳: لنزها، ۴: تراشه با دو RGB-LED، 5: CIS

یک CIS معمولاً از یک آرایه خطی از آشکارسازها تشکیل شده‌است که توسط لنزهای فوکوس پوشانده شده و توسط ال‌ایی‌دی‌های قرمز، سبز و آبی برای روشنایی احاطه شده‌است. استفاده از ال‌ایی‌دی به CIS اجازه می‌دهد تا توان بسیار کارآمدی داشته باشد و به اسکنرها اجازه می‌دهد از طریق حداقل ولتاژ خط تامین‌شده از طریق اتصال USB تغذیه شوند. دستگاه‌های CIS معمولاً کیفیت تصویر پایین‌تری را در مقایسه با دستگاه‌های CCD تولید می‌کنند. به ویژه، عمق میدان بسیار محدود است، که برای موادی که کاملاً تخت نیستند مشکل ایجاد می‌کند. با این حال، حسگر تماسی CIS کوچکتر و سبکتر از حسگر خطی CCD است و اجازه می‌دهد تا تمام عناصر نوری لازم در یک ماژول فشرده گنجانده شود، بنابراین به ساده‌سازی ساختار داخلی اسکنر کمک می‌کند. با یک حسگر تماسی CIS، اسکنر می‌تواند قابل‌حمل باشد، تنها با ارتفاع حدود ۳۰ میلی‌متر CIS یک جزء کلیدی است که به‌طور گسترده در پویشگرها (به‌ویژه اسکنرهای قابل‌حمل)، الکتروگراف‌ها، بارکدخوان‌ها و فناوری شناسایی نوری استفاده می‌شود.